# Сульмежиці (гміна)
Гміна Сульмежице (пол. Gmina Sulmierzyce) — сільська гміна у центральній Польщі. Належить до Паєнчанського повіту Лодзинського воєводства.
Станом на 31 грудня 2011 у гміні проживало 4591 особа.

## Площа
Згідно з даними за 2007 рік площа гміни становила 82.72 км², у тому числі:
- орні землі: 75.00%
- ліси: 16.00%

Таким чином, площа гміни становить 10.29% площі повіту.

## Населення
Станом на 31 грудня 2011:
| Опис     | Загалом | Загалом | Чоловіки | Чоловіки | Жінки | Жінки |
| -------- | ------- | ------- | -------- | -------- | ----- | ----- |
| одиниця  | осіб    | %       | осіб     | %        | осіб  | %     |
| все      | 4591    | 100     | 2261     | 49.25    | 2330  | 50.75 |
| міське   | 0       | 100     | 0        |          | 0     |       |
| сільське | 4591    | 100     | 2261     | 49.25    | 2330  | 50.75 |

## Сусідні гміни
Гміна Сульмежице межує з такими гмінами: Жонсня, Клещув, Льґота-Велька, Паєнчно, Стшельце-Вельке, Щерцув.